# Малая Иня (Республика Алтай)
Малая Иня (алт. Кичу Ийин) — село в Онгудайском районе Республики Алтай России. Входит в состав Ининского сельского поселения.

## География
Расположено в горно-степной зоне центральной части Республики Алтай и находится у реки Иня.
Уличная сеть состоит из трёх географических объектов: ул. Кирпичная, ул. Подгорная, ул. Центральная
Абсолютная высота 295 метров выше уровня моря
.

## Население
| 2010 | 2011 | 2012 | 2013 | 2014 | 2015 |
| ---- | ---- | ---- | ---- | ---- | ---- |
| 208  | ↘207 | ↘204 | ↘203 | ↘202 | ↘200 |
| 2016 |      |      |      |      |      |
| ↘181 |      |      |      |      |      |

Национальный состав
Согласно результатам переписи 2002 года, в национальной структуре населения алтайцы составляли 98 % от общей численности населения в 298 жителей

## Инфраструктура
Действует фельдшерско — акушерский пункт, сельский клуб села Малая Иня (ул. Подгорная, 3)
Личное подсобное хозяйство.

## Транспорт
Автодорога регионального значения «Подъезд к с. Малая Иня» (идентификационный номер 84К-64) протяженностью 2,04 км. (Постановление Правительства Республики Алтай от 12.04.2018 N 107 «Об утверждении Перечня автомобильных дорог общего пользования регионального значения Республики Алтай и признании утратившими силу некоторых постановлений Правительства Республики Алтай») от федеральной автомобильной трассы Р-256 «Чуйский тракт».
Просёлочные дороги.